# Yann l'impénitent
Yann l'impénitent (titre original : Jan the Unrepentant) est une nouvelle américaine de Jack London publiée aux États-Unis en 1900.

## Historique
La nouvelle est publiée initialement dans le périodique Outing Magazine en août 1900, avant d'être reprise dans le recueil Le Dieu de ses pères en mai 1901.

## Éditions

### Éditions en anglais
- Jan the Unrepentant, dans Outing Magazine, août 1900.
- Jan the Unrepentant, dans le recueil The God of his Fathers & Other Stories, New York ,McClure, Phillips & Co., 1901

### Traductions en français
- Yann l'impénitent, traduit par Louis Postif, in En pays lointain, recueil de huit nouvelles chez Hachette, 1926.
- Yann l'impénitent, traduit par François Specq, Gallimard, 2016[1].

## Sources
- « Bibliographie de Jack London », sur jack-london.fr (consulté le 16 juin 2024)